# Meubelia bruneri
Meubelia bruneri is een rechtvleugelig insect uit de familie Pyrgomorphidae. De wetenschappelijke naam van deze soort is voor het eerst geldig gepubliceerd in 1967 door Kevan.